# Arcadas
Arcadas é um distrito do município brasileiro de Amparo, no interior do estado de São Paulo.

## História

### Origem
O povoado que deu origem ao distrito se desenvolveu ao redor da estação ferroviária Coqueiros, inaugurada pela Companhia Mogiana de Estradas de Ferro em 15/11/1875.

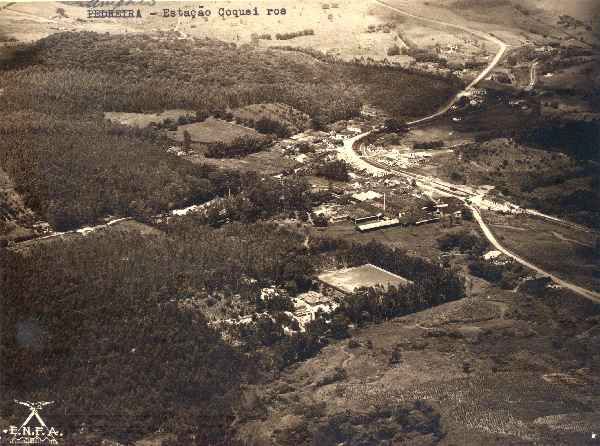
Vista aérea (1940).

### Formação administrativa
- Distrito criado pela Lei n° 233 de 24/12/1948, com o povoado de Coqueiros mais terras do distrito sede de Amparo[4][5].

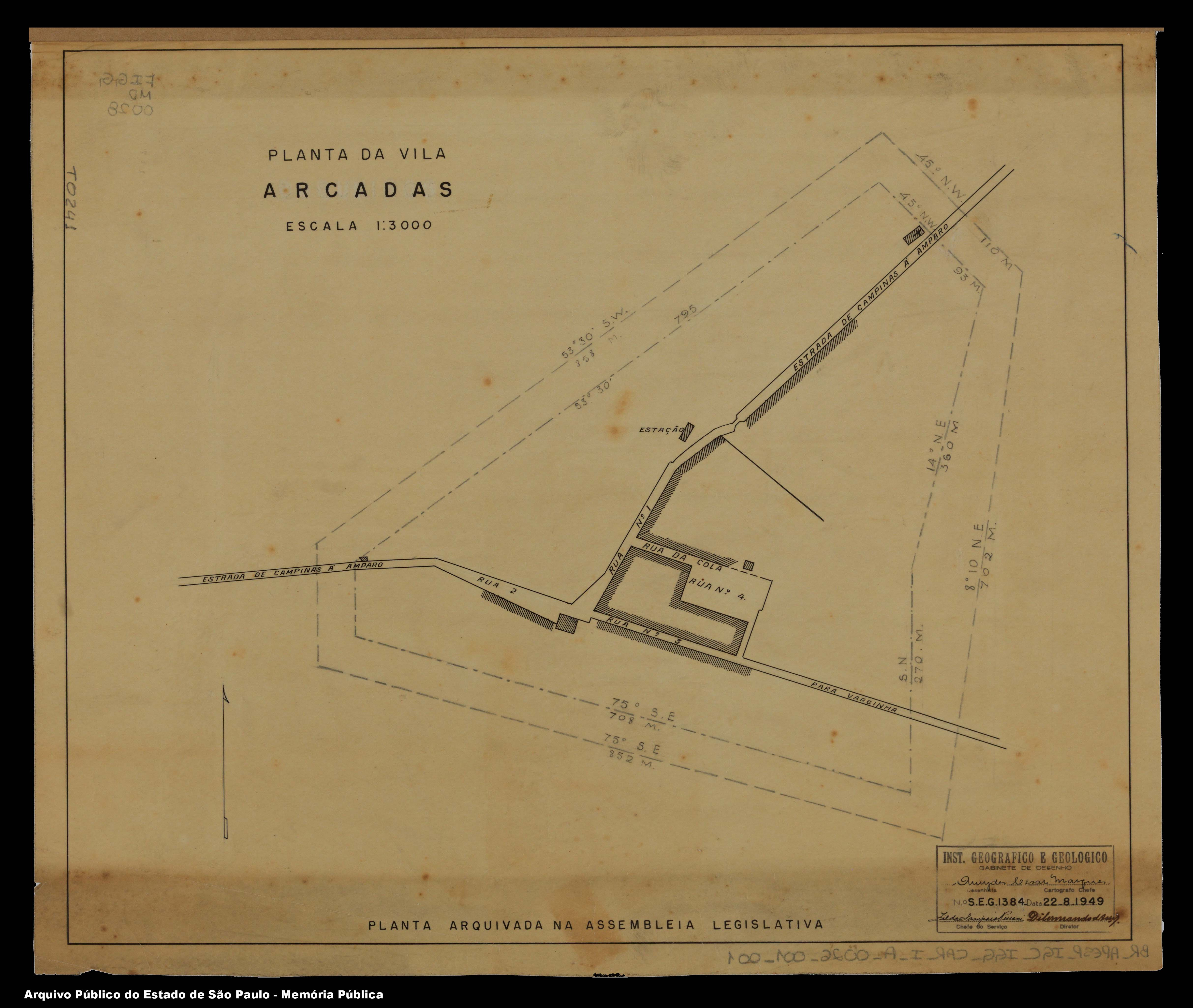
Planta da área urbana original.

### Pedido de emancipação
O distrito tentou a emancipação político-administrativa e ser elevado à município, através de processo que deu entrada na Assembléia Legislativa do Estado de São Paulo no ano de 1995, mas o processo encontra-se com a tramitação suspensa.

## Geografia

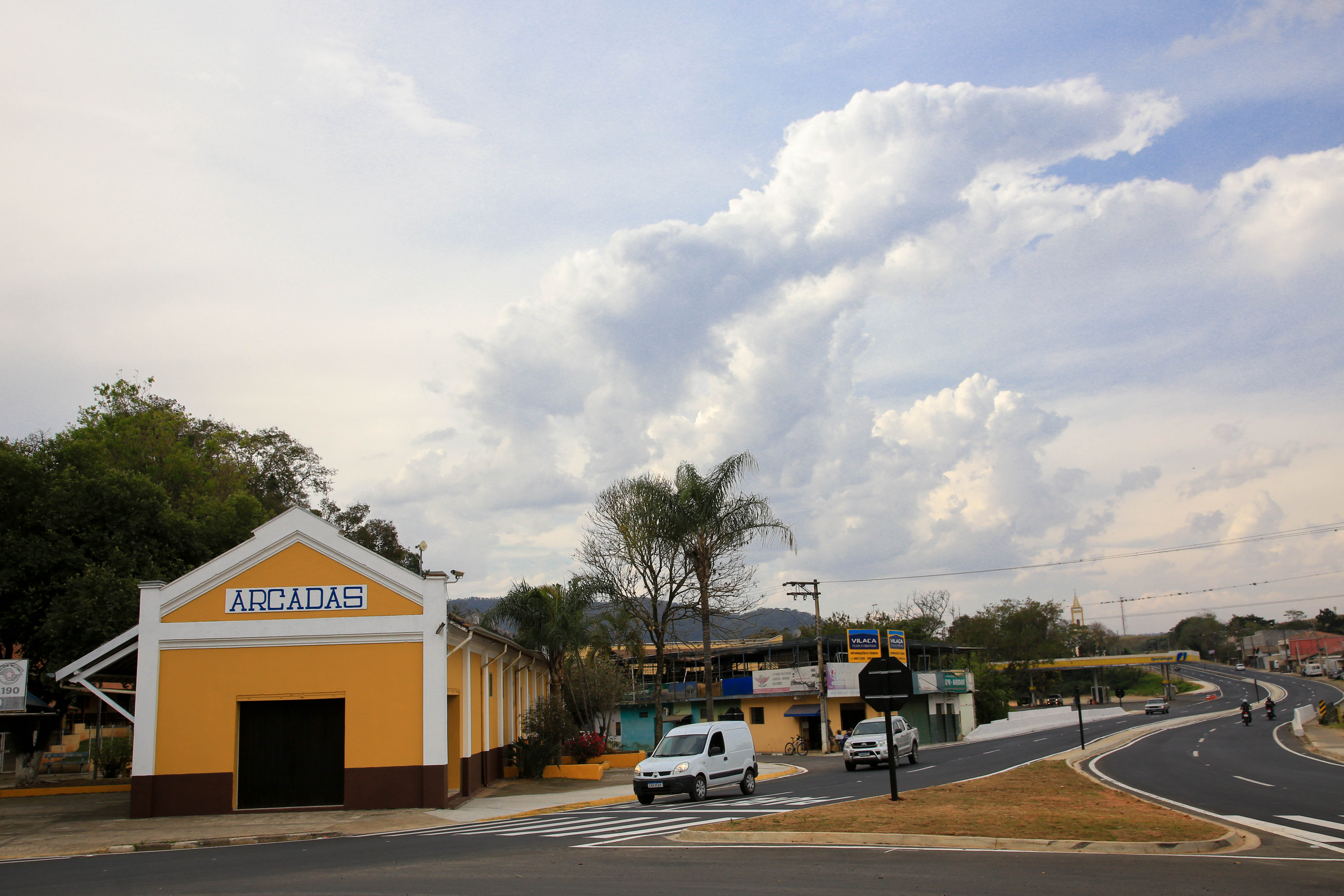
Antiga estação ferroviária.

### Demografia

#### População urbana
| Crescimento população urbana | Crescimento população urbana | Crescimento população urbana | Crescimento população urbana |
| Censo                        | Pop.                         |                              | %±                           |
| ---------------------------- | ---------------------------- | ---------------------------- | ---------------------------- |
| 1950                         | 908                          |                              | —                            |
| 1960                         | 1 068                        |                              | 17,6%                        |
| 1970                         | 1 239                        |                              | 16,0%                        |
| 1980                         | 1 757                        |                              | 41,8%                        |
| 1991                         | 1 794                        |                              | 2,1%                         |
| 2000                         | 1 975                        |                              | 10,1%                        |
| 2010                         | 2 785                        |                              | 41,0%                        |
| Fonte: IBGE e Fundação SEADE |                              |                              |                              |

#### População total
Pelo Censo 2010 (IBGE) a população total do distrito era de 11 614 habitantes.

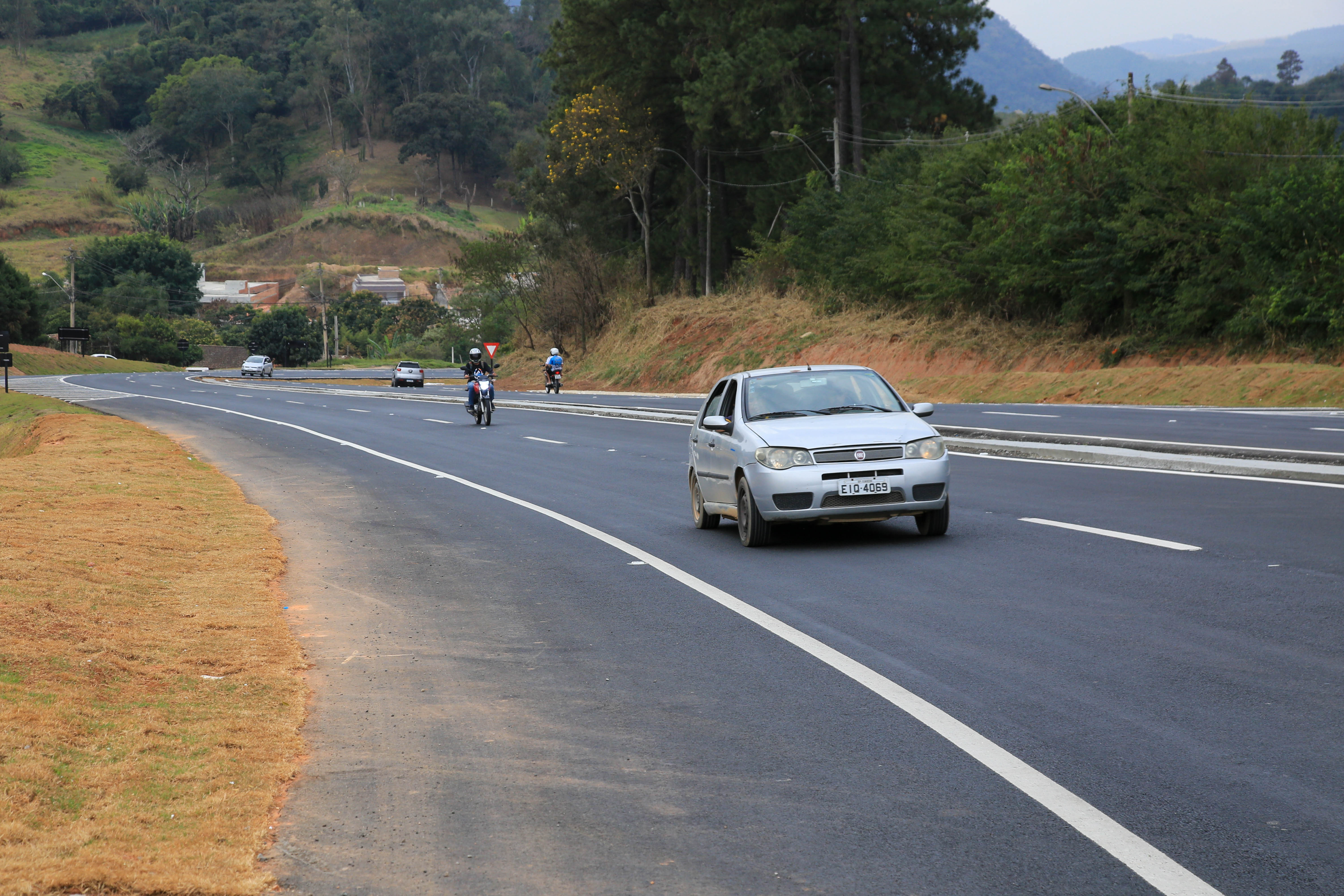
Trecho da SP-95 em Arcadas.

### Área territorial
A área territorial do distrito é de 62,713 km².

### Rodovias
O principal acesso ao distrito é a Rodovia João Beira (SP-95), estando localizado a 11 km do centro de Amparo e a 5 km do centro da cidade de Pedreira.
Já a Rodovia Prefeito Aziz Lian (SP-107) liga o distrito de Arcadas à cidade de Santo Antonio de Posse.

## Serviços públicos

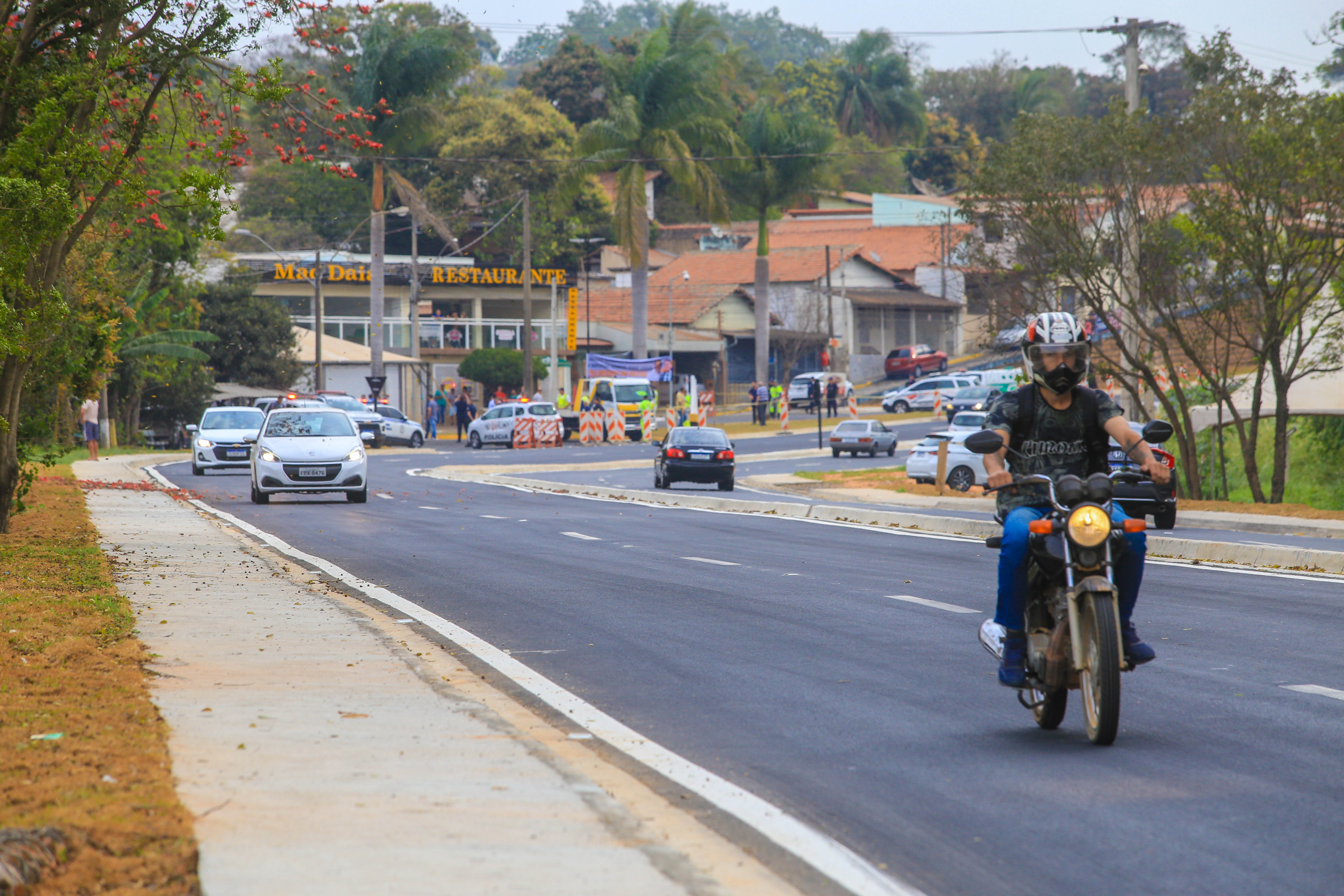
Aspecto local.

### Administração
O distrito de Arcadas conquistou um canal de participação direto com a atual administração por meio do Conselho Distrital. Agora, a população local pode reivindicar as melhorias que acha mais importante para o distrito, bem como acompanhar a execução das obras e serviços aprovados por seus representantes no conselho.
Formado após a aprovação da Lei 2.903/2003 tem reuniões mensais com a presença do prefeito e representantes escolhidos pelos diversos segmentos da comunidade e por representantes da prefeitura.

### Registro civil
Atualmente é feito na sede do município, pois o Cartório de Registro Civil das Pessoas Naturais do distrito foi extinto pelo  Tribunal de Justiça do Estado de São Paulo e seu acervo foi recolhido ao cartório do distrito sede.

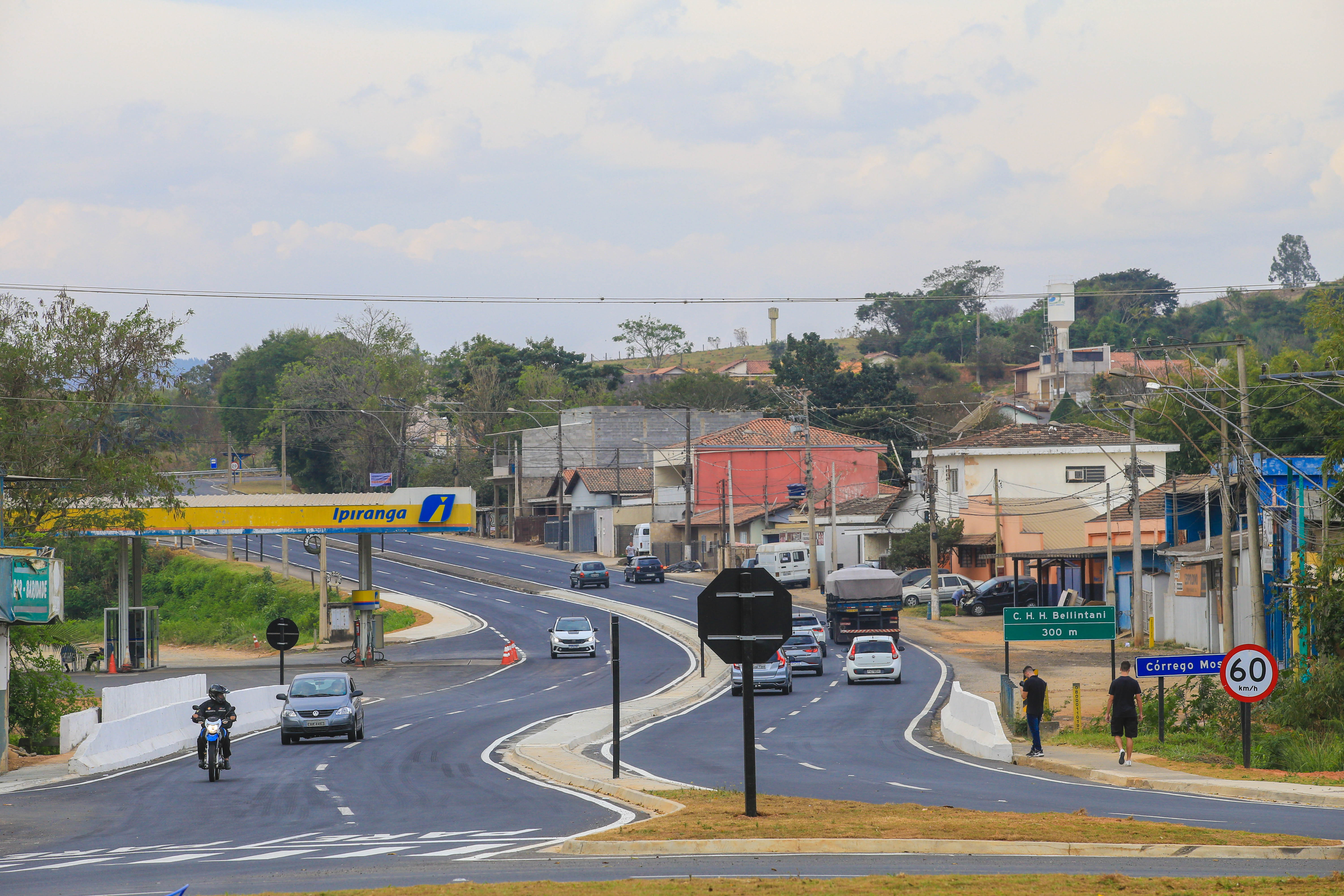
Aspecto local.

### Saneamento
O serviço de abastecimento de água é feito pelo Serviço Autônomo de Água e Esgoto (SAAE). 

### Energia
A responsável pelo abastecimento de energia elétrica é a CPFL Paulista, distribuidora do Grupo CPFL Energia.

### Telecomunicações
O distrito era atendido pela Telecomunicações de São Paulo (TELESP), que inaugurou a central telefônica utilizada até os dias atuais. Em 1998 esta empresa foi vendida para a Telefônica, que em 2012 adotou a marca Vivo para suas operações.

## Atividades econômicas
Suas principais atividades econômicas são: agricultura; indústrias como Shefa, Rousselot, Frigorífico Marchiori e Carrocerias Bertolla; fabricação de tijolos, lajotas, artefatos de barro e artesanato em MDF.   

## Religião
O Cristianismo se faz presente no distrito da seguinte forma:

### Igreja Católica
- A igreja faz parte da Diocese de Amparo[20].

### Igrejas Evangélicas
- Congregação Cristã no Brasil[21].